# Jessica López
Jessica Brizeida López Arocha, (22 de enero de 1986) es una destacada deportista  venezolana de la especialidad de gimnasia artística. Compitió en los juegos Olímpicos de Pekín 2008, en 2009 compitió en el campeonato mundial de gimnasia artística. En marzo de 2010 ganó la medalla de bronce en la copa estadounidense Tyson. Además fue campeona suramericana en Medellín 2010, campeona de Centroamérica y del Caribe en Mayagüez 2010 y campeona mundial Moscú 2011.

## Trayectoria
La trayectoria deportiva de Jessica López se identifica por su participación en los siguientes eventos nacionales e internacionales:

### Juegos Suramericanos
Fue reconocido su triunfo de ser la tercera deportista con el mayor número de medallas de la selección de  Venezuela en los juegos de Medellín 2010.

#### Juegos Suramericanos de Medellín 2010
Su desempeño en la novena edición de los juegos, se identificó por ser la décima octava deportista con el mayor número de medallas entre todos los participantes del evento, con un total de 5 medallas:
- , Medalla de oro: Ejercicio de Piso Mujeres
- , Medalla de oro: Gimnasia Artística Barras Asimétricas Mujeres
- , Medalla de oro: Gimnasia Artística Barra Fija Mujeres
- , Medalla de oro: Gimnasia Artística All-Around Individual Mujeres
- , Medalla de bronce: Gimnasia Artística Equipo Mujeres

### Juegos Centroamericanos y del Caribe
Fue reconocido su desempeño como parte de la selección de  Venezuela en los juegos de Mayagüez 2010.

#### Juegos Centroamericanos y del Caribe de Mayagüez 2010
Su desempeño en la vigésima primera edición de los juegos, se identificó por obtener un total de 6 medallas:
- , Medalla de oro: Barras
- , Medalla de oro: Individual
- , Medalla de plata: Equipos
- , Medalla de bronce: Caballo
- , Medalla de bronce: Suelo
- , Medalla de bronce: Viga

Jessica López medalla de oro en barras asimétricas y bronce en piso en el Mundial de Moscú, Rusia 2011.
También Jessica López es Medalla de Oro en la Copa del Cup Seúl en manos libres y Medalla de Bronce en Barras Asimétricas, y además logró Medalla de Oro en individuales en el piso en la Copa del Mundo de Corea 2011.